# ニホンリス
ニホンリス（日本栗鼠 Sciurus lis）は、齧歯目リス科リス属に分類される齧歯類（りす）。

## 分布
(リス#日本のリスも参照)

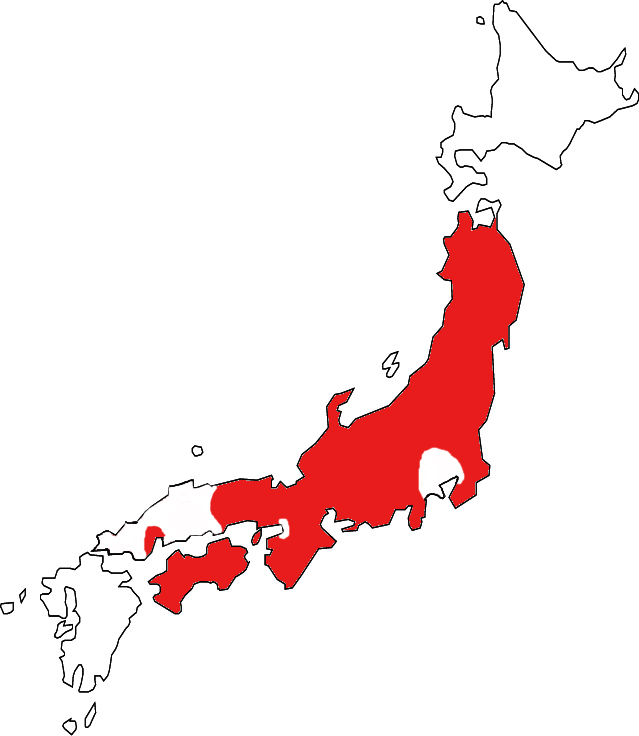
ニホンリスの生息地地図

日本（本州、四国、九州＜絶滅？＞、淡路島？）固有種。淡路島では近年の生息状況は不明とされる。広島県では絶滅したと考えられている。

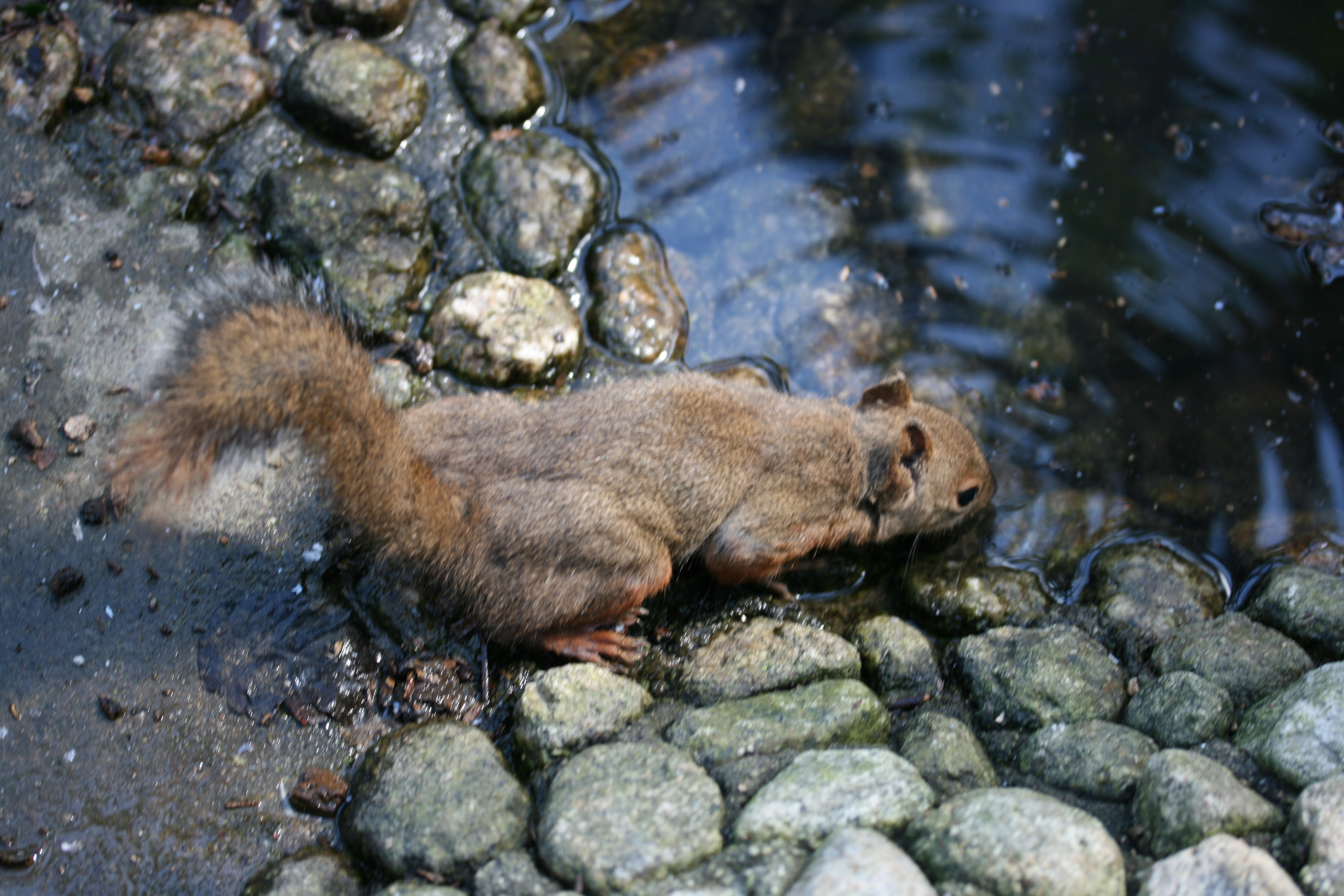
愛知県東山動植物園
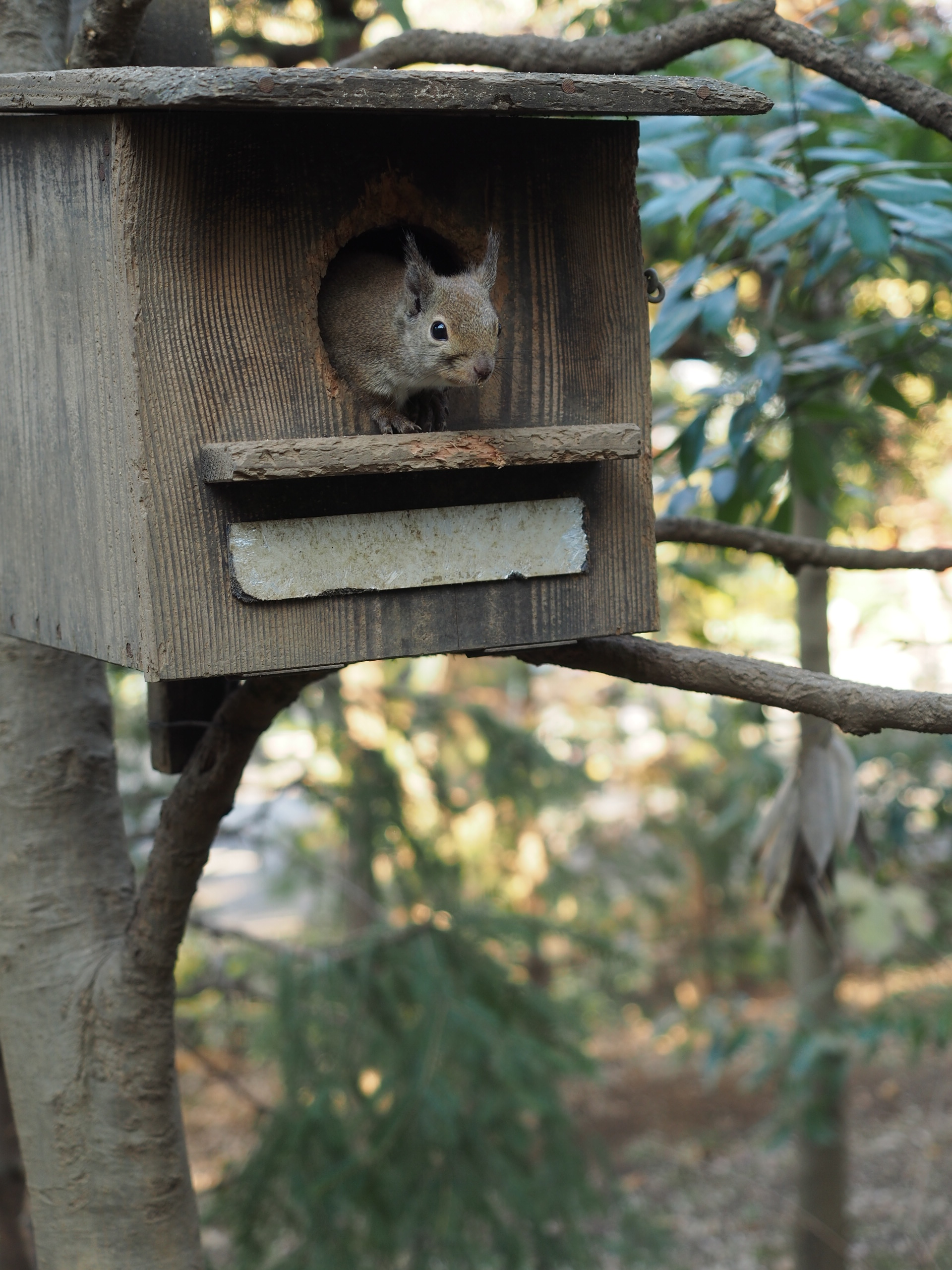
井の頭自然文化園
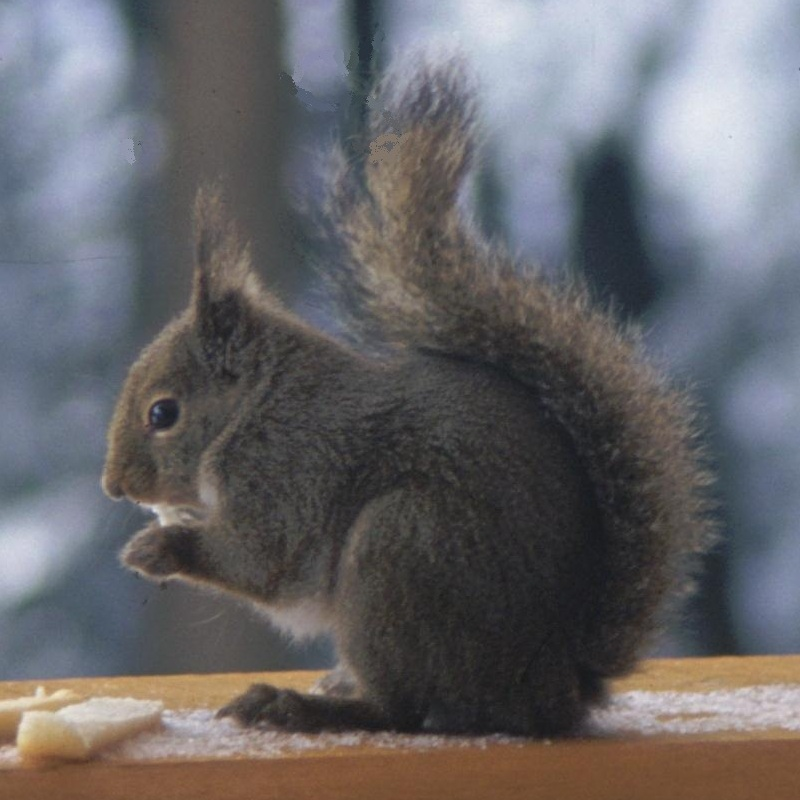
八ヶ岳
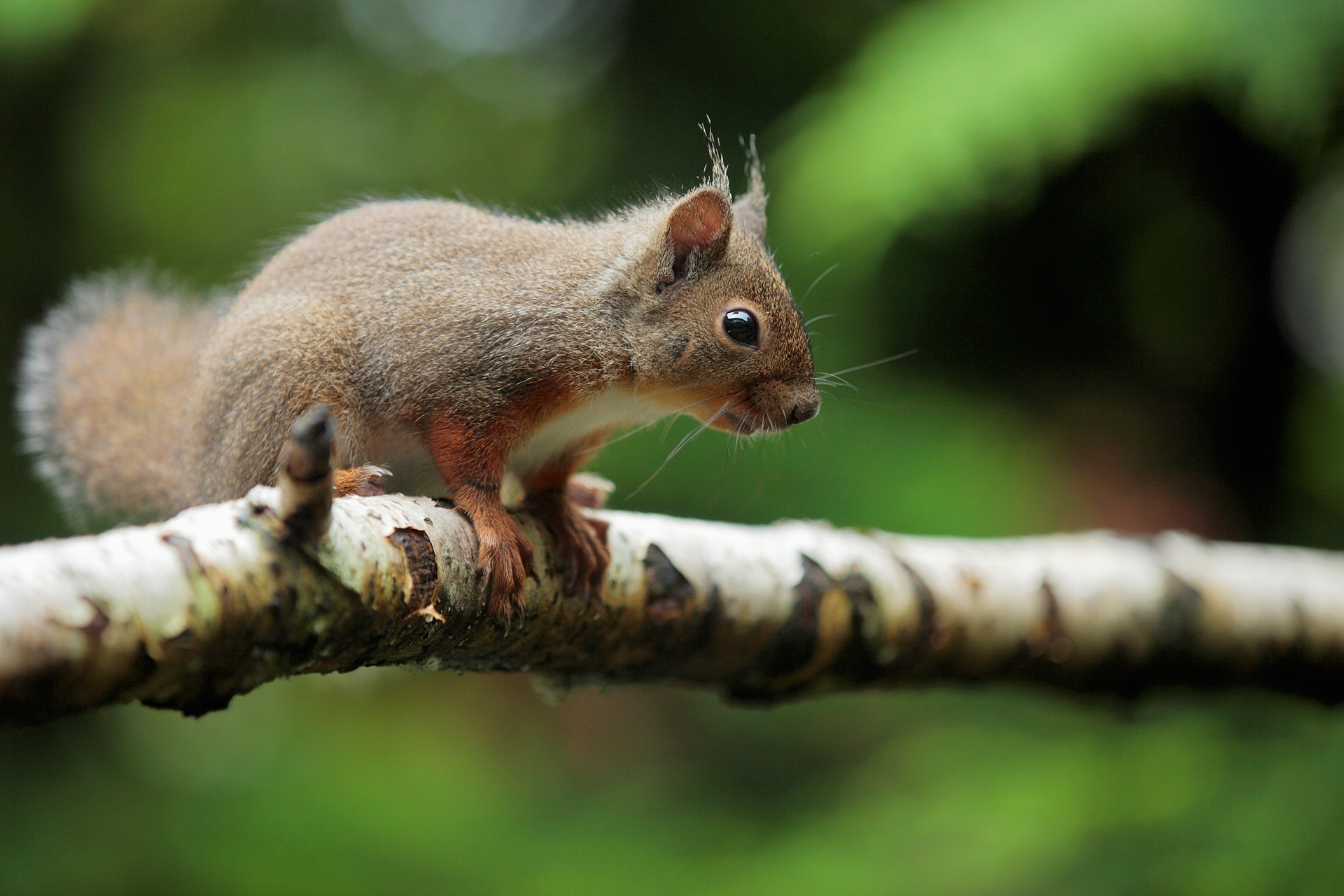
富士山

## 形態
体長16 - 22センチメートル。尾長13 - 17センチメートル。体重0.3キログラム。腹面や尾先端の毛衣は白い。染色体数は2n=40。
夏季は背面が赤褐色（夏毛）、冬季は耳介先端の体毛が伸長し背面が灰褐色になる（冬毛）。冬毛では眼の周囲にわずかに白い体毛が生える。

## 分類
以前はキタリスの亜種とされていた。樺太経由で日本に侵入したキタリスが分岐した種だと考えられている。ミトコンドリアDNAのシトクロムbの塩基配列を決定した分子系統解析では3,400,000年前に分岐したと推定され、中期更新世の地層からも化石が発見されている。一方で12S rRNAの塩基配列を決定した分子系統解析では、キタリスとの遺伝的差異がシマリス属やムササビ属における個体変異レベルにすぎないとする解析結果もある。

## 生態
平地から亜高山帯にかけての森林に生息し、低山地の松林を好む。樹上棲。昼行性。10ヘクタールの行動圏内で生活し、行動圏はオス同士や異性間では重複するがメス同士では重複しない。樹上に木の枝や樹皮などを組み合わせた球形の巣をつくる。
食性はほぼ植物食。夏季から冬季にかけて主にオニグルミ、マツ科のアカマツ・カラマツ・ゴヨウマツなどの種子を食べる。植物の芽、花、果実、種子、キノコ、昆虫、節足動物なども食べ、食物を枝の間や地中に埋めて貯蔵することもある（貯食）。春季は種子以外の植物質を食べる比率が大きくなる。毒キノコであるベニテングタケを恒常的に食べていることが観察されたが、どの様に毒を無害化しているのかは分かっていない。人為的に物置の軒下に干されていた新巻鮭を約1週間かけて食べ尽くした事例も報告されている。
繁殖様式は胎生。春季から夏季に2 - 6匹の幼獣を年に1 - 2回に分けて産む。寿命は5年。

## 人間との関係
以前は食用とされたり、毛皮が利用されることもあった。以前は狩猟獣だったが第二次世界大戦以降は捕獲数が減少した。1994年に狩猟鳥獣から除外されている。
中国地方のニホンリス
開発やマツ材線虫病による生息地の破壊などにより、生息数の減少が懸念されている。山口県レッドリストでは1981年以降は生息が確認されていないことから2002年現在は絶滅危惧IA類、広島県レッドリストでは1966年以降の発見例がないことから2004年現在は絶滅種と判定されている。2005 - 2007年に行われた中国地方での目視・食痕確認などの調査では、鳥取県では日野川以西・岡山県では高梁川以西では本種の痕跡は確認できなかった。島根県・山口県では報告例が散発的で、標高300メートル以下の森林では本種の痕跡は確認できなかった。広島県では本種の痕跡は確認できなかった（一方で島根県・山口県と広島県の県境周辺では痕跡が発見されたため広島県にも分布している可能性はある）。
絶滅のおそれのある地域個体群（環境省レッドリスト）
九州地方のニホンリス
九州では1970年代以降捕獲例がないことから絶滅、あるいはほぼ絶滅したと考えられている。狩猟や毛皮の取引記録では20世紀初頭には既に分布は局所的だったとされるが、一方で狩猟記録は自己申請でニホンモモンガやヤマネの誤同定、実際に狩猟例もあるクリハラリスやシマリスといった外来種が含まれていた可能性もある。九州産の標本がないこと・100年以上確実な生息報告例がないことから、本種は九州には元々分布していなかったとする説もある。九州の個体群は環境省のレッドリストでは以下のように判定されているが、鹿児島県（鹿児島県のみ情報不足）を除いた県では上記のように確実な生息報告例がないことからレッドリストで判定されていない。
絶滅のおそれのある地域個体群（環境省レッドリスト）

## リスギャラリー
リスモチーフの芸術

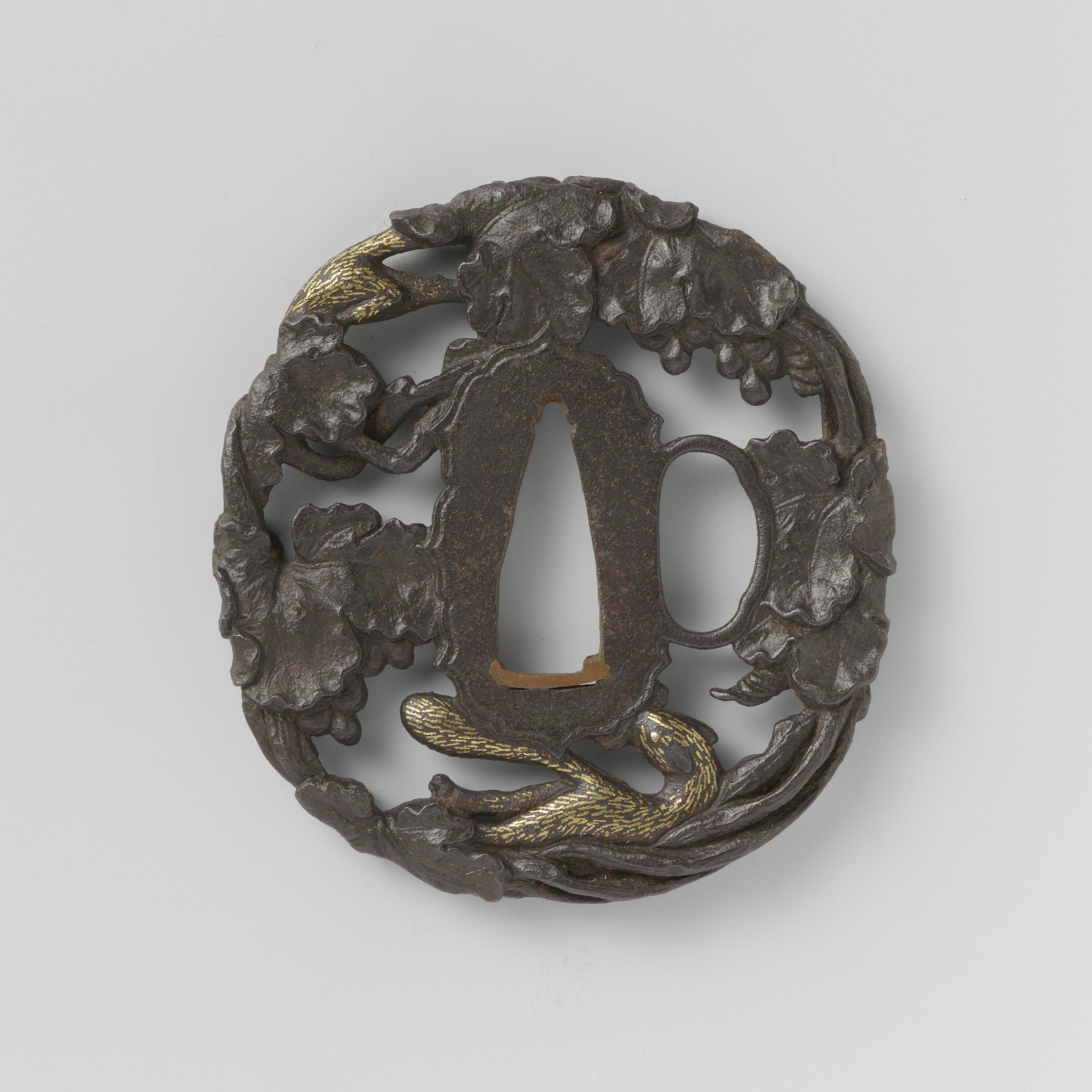
鍔(1600年 ～ 1900年)
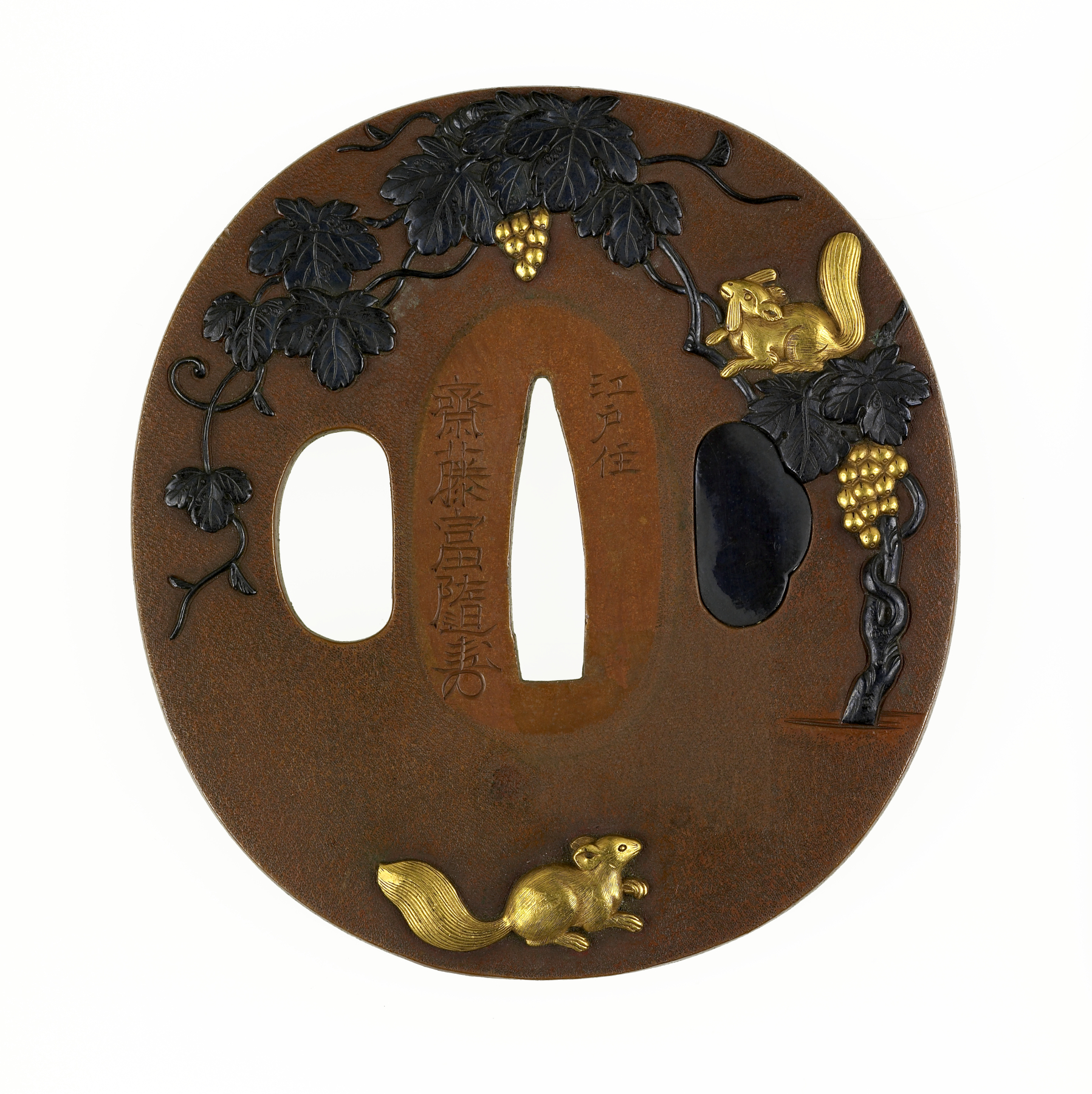
鍔
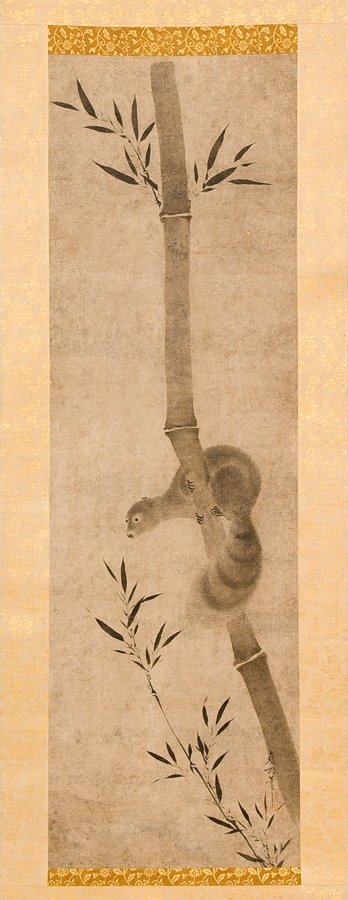
相阿弥 (15世紀 ～ 16世紀)
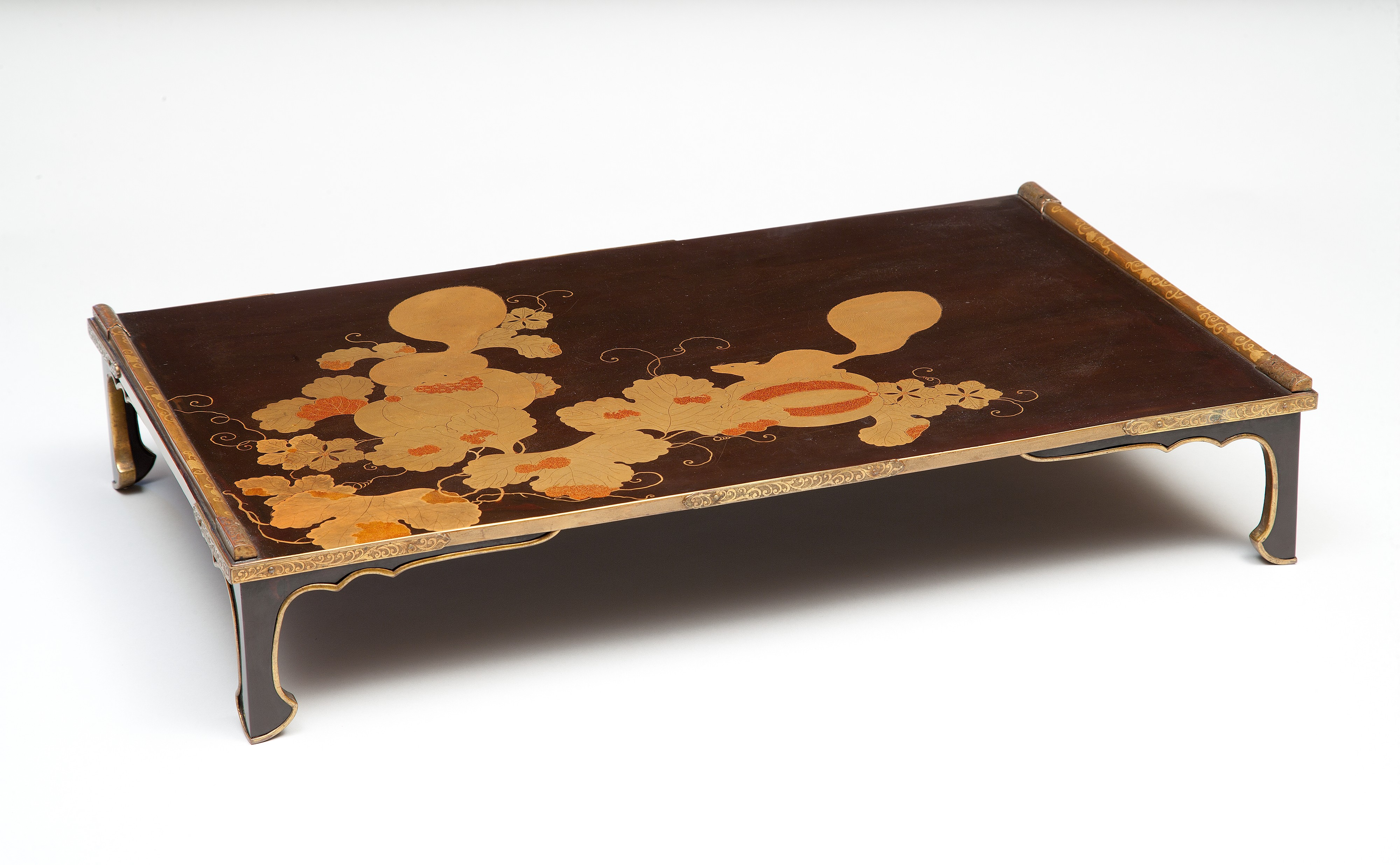
栗鼠瓜蒔絵文台(17世紀)
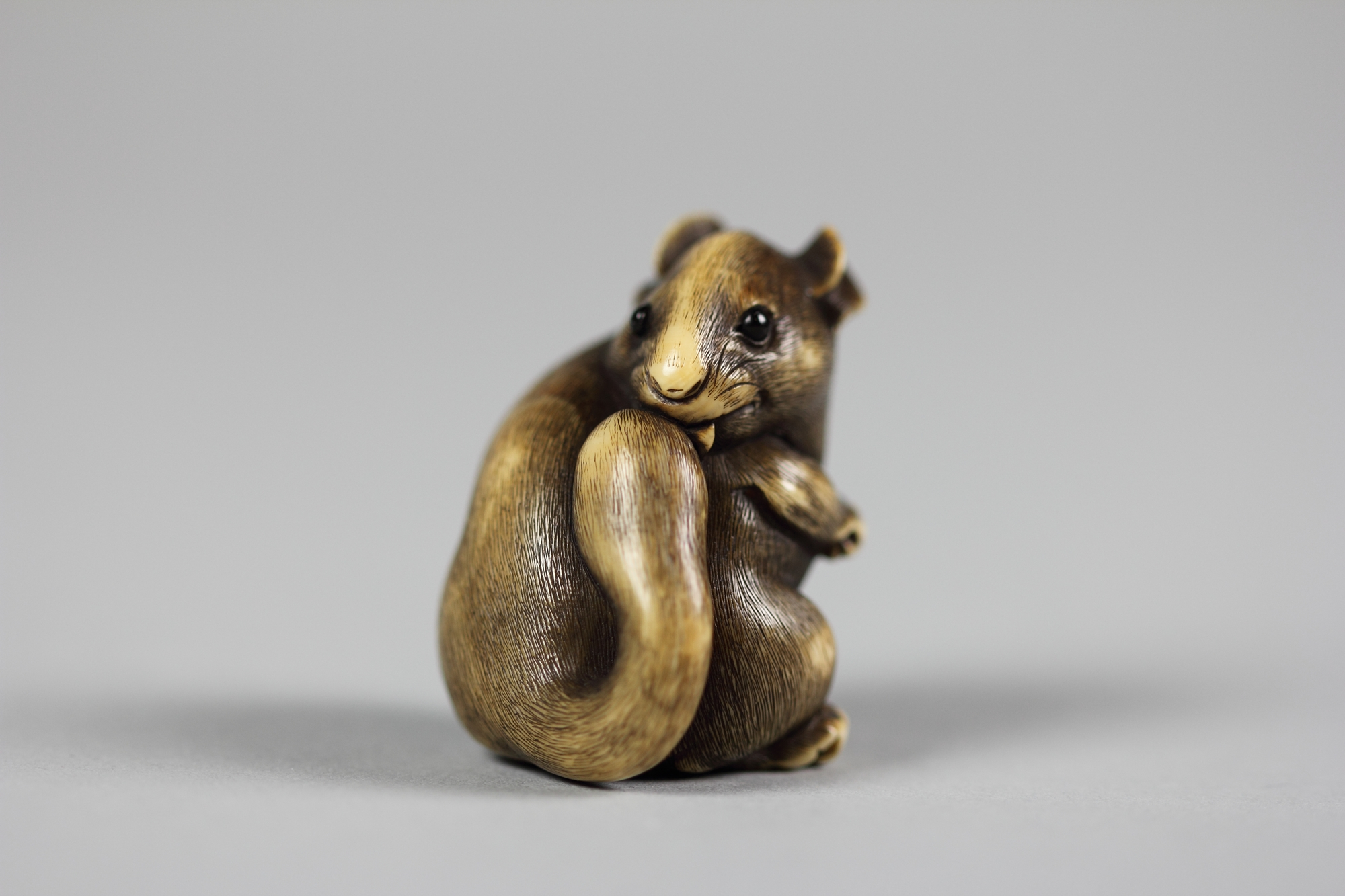
根付け(18世紀)
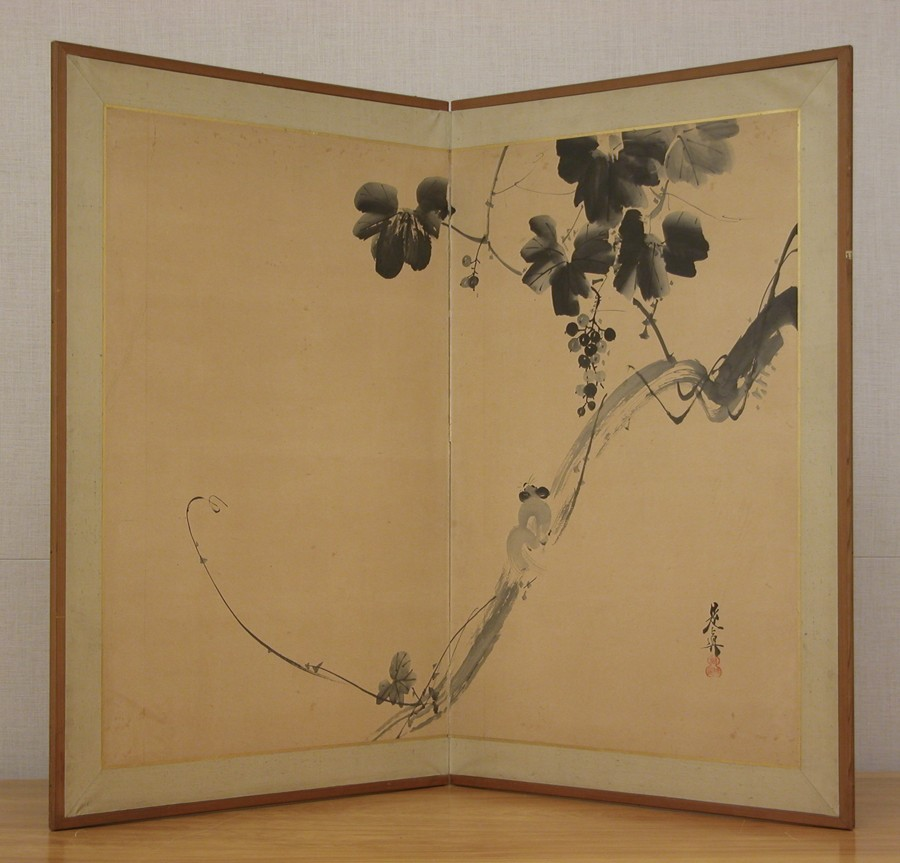
柴田是真(19世紀)
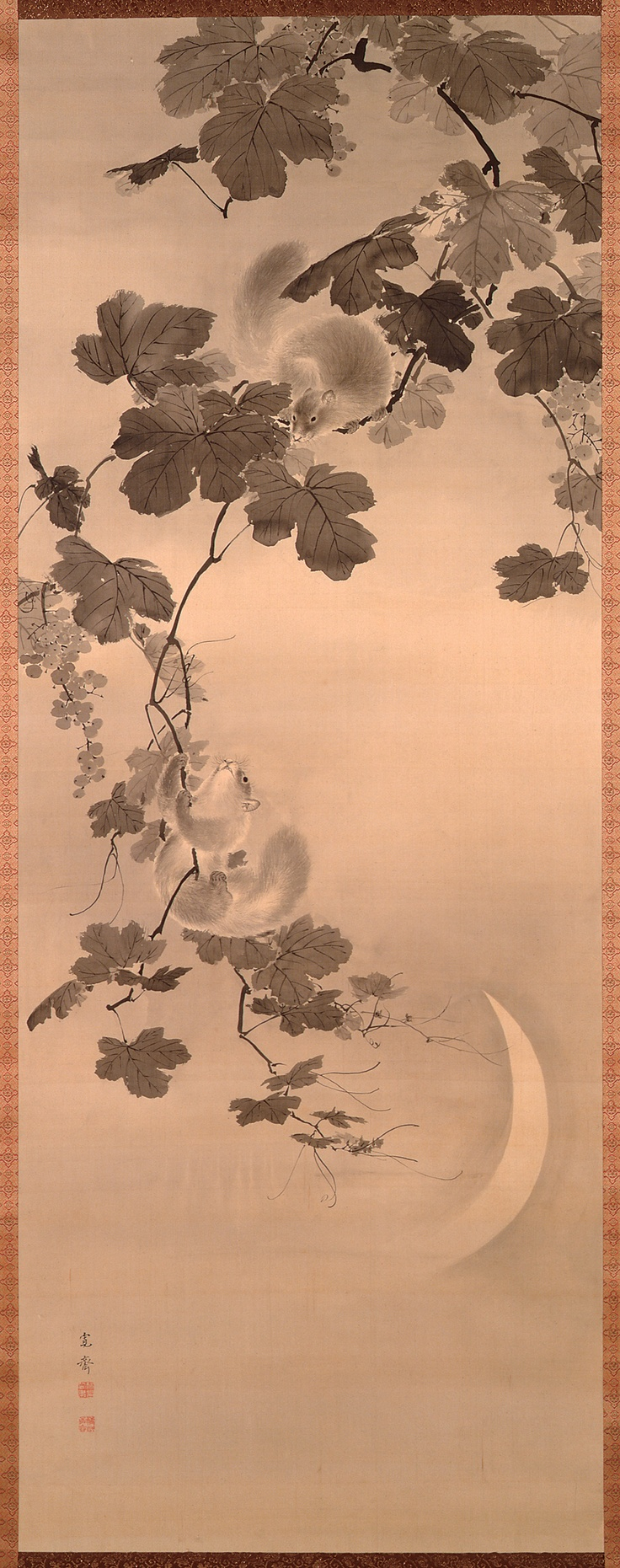
森寛斎「葡萄とりす」(1882年)
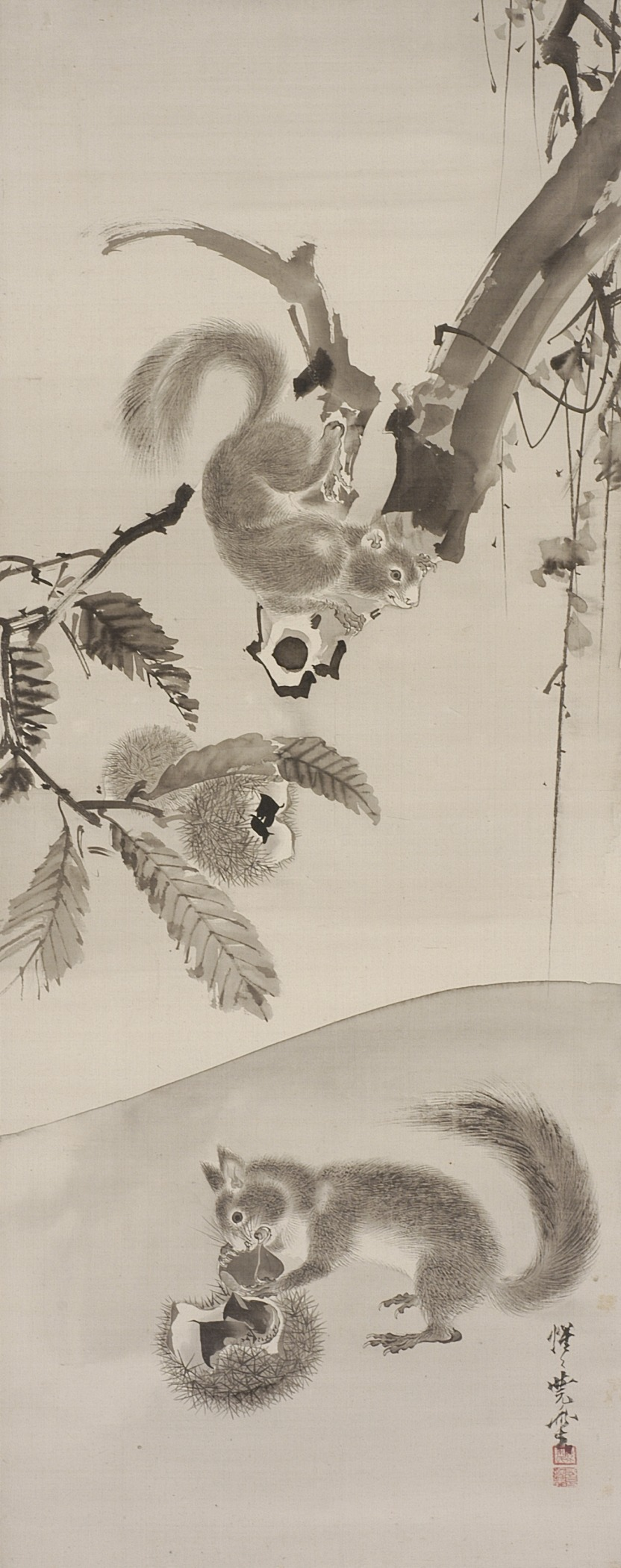
河鍋暁斎(1886年)
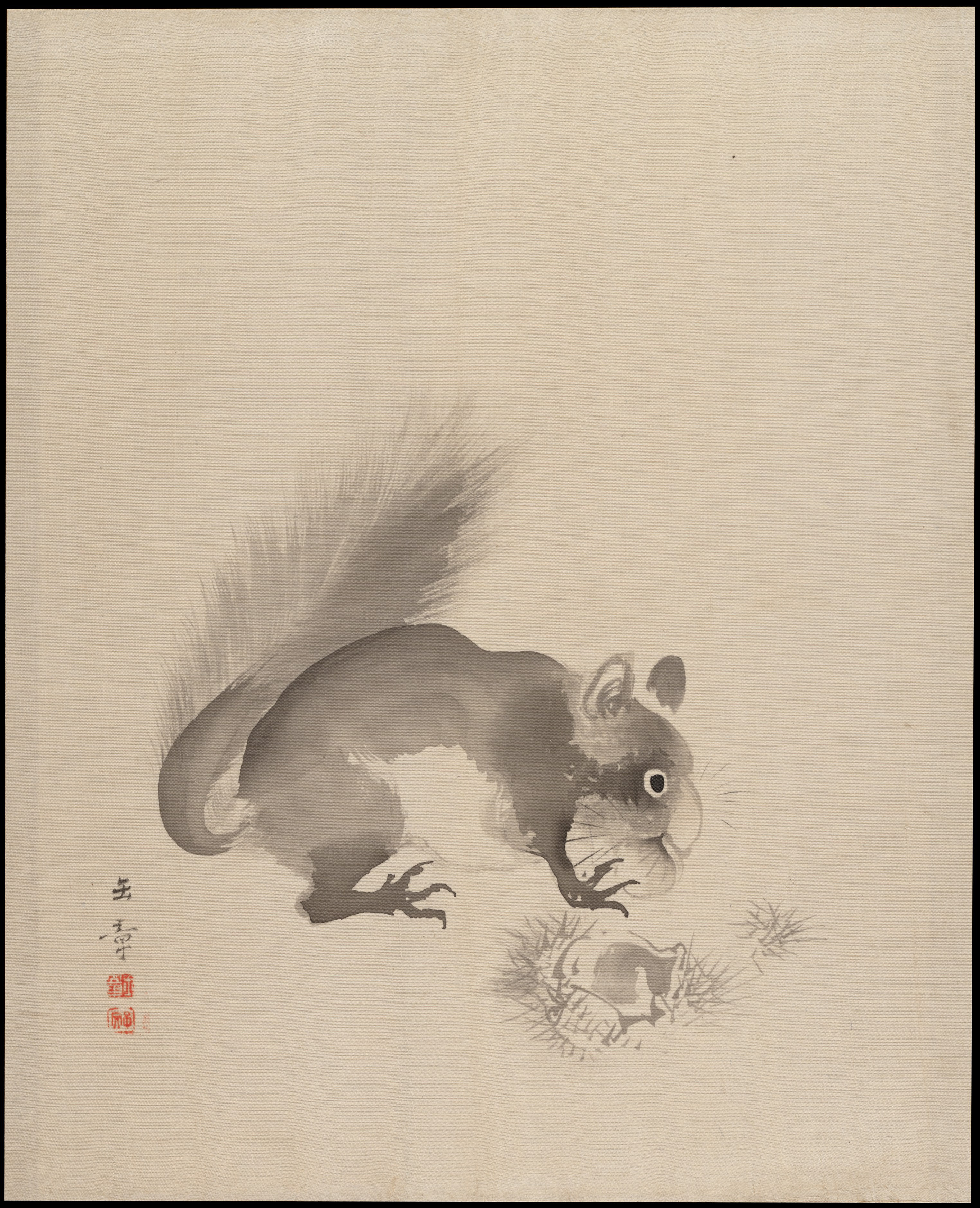
川端玉章(1887年～92年)
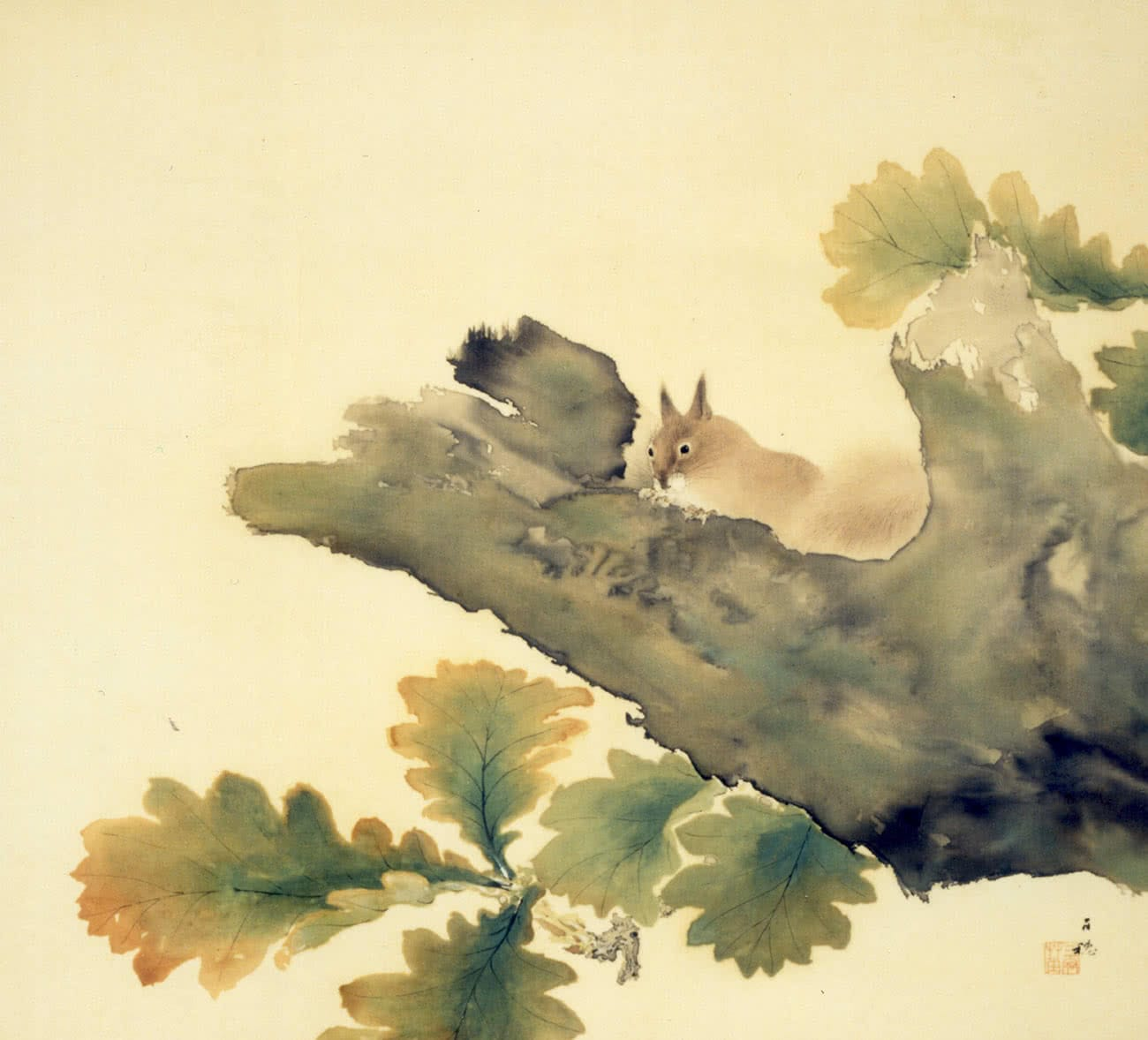
平福百穂(1933年より前)